# Nathan's Hot Dog Eating Contest
O Nathan's Hot Dog Eating Contest é uma competição anual de comer cachorro-quente americana. É realizada todos os anos no Dia da Independência, no restaurante original e mais conhecido da Nathan's Famous Corporation, na esquina das avenidas Surf e Stillwell em Coney Island, um bairro do Brooklyn, em Nova York.
A disputa ganhou atenção do público nos últimos anos devido ao estrelato de Takeru Kobayashi e Joey Chestnut. O atual campeão masculino é Joey Chestnut, que comeu 70,5 cachorros-quentes no concurso de 2025. A atual campeã feminina é Miki Sudo, que comeu 33 cachorros-quentes no mesmo ano.

## Regras
O Major League Eating (MLE), junto com a Federação Internacional de Alimentação Competitiva (IFOCE), sanciona o evento desde 1997. Hoje, apenas os participantes atualmente sob contrato do MLE podem competir no concurso.
A disputa é composta por cerca de 20 competidores geralmente, incluindo o seguinte:
- o atual campeão;

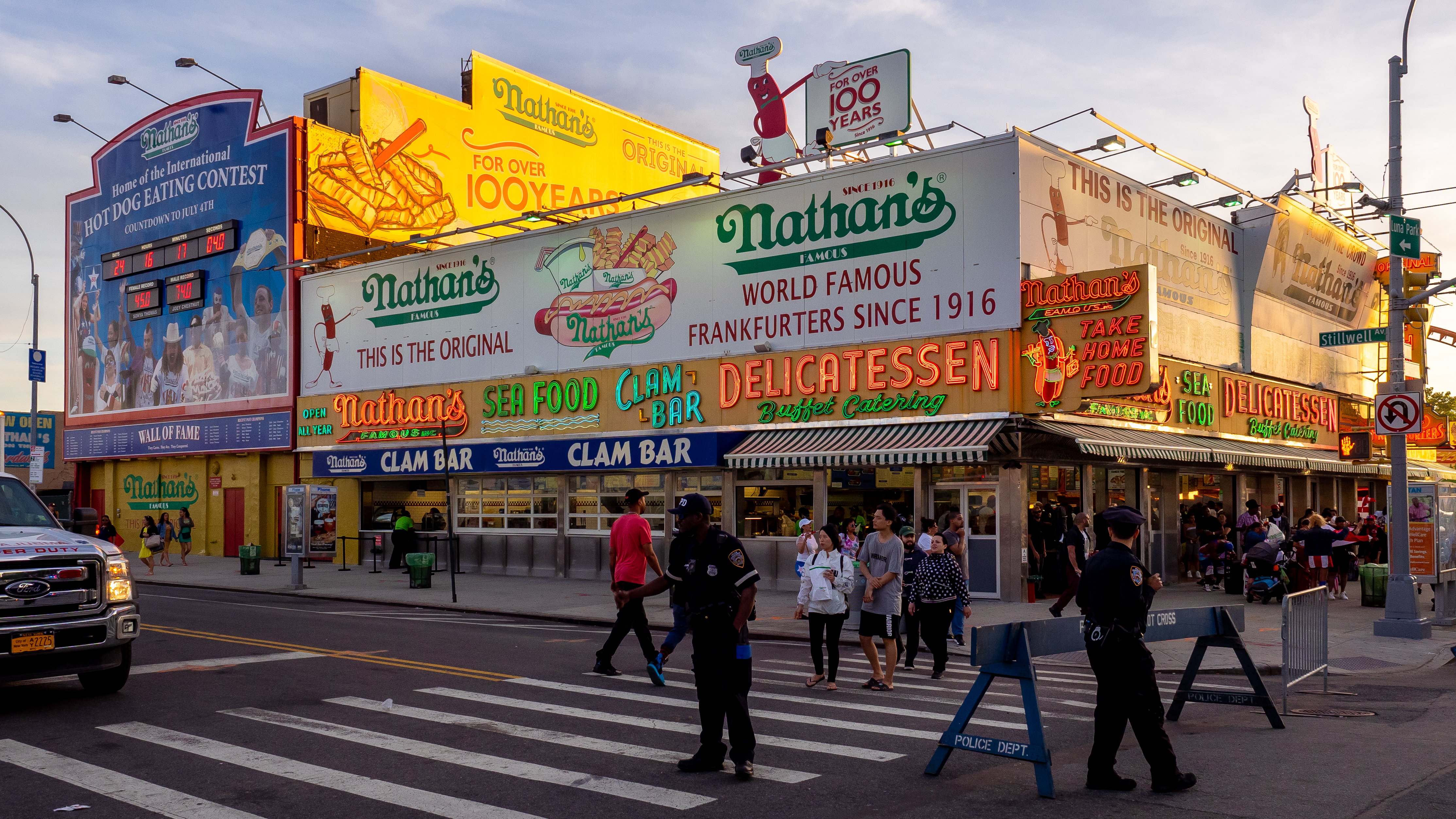
Fachada do restaurante Nathan.

- vencedores de um concurso regional de qualificação na temporada;
- indivíduos qualificados como um dos dois curingas (duas pontuações médias mais altas de um torneio qualificador sem ganhar um único qualificador); e
- aqueles convidados especiais da MLE.

Os competidores ficam em uma plataforma elevada atrás de uma mesa comprida com bebidas e os cachorros-quentes famosos da Nathan. A maioria dos participantes tem água na mão, mas outros tipos de bebidas podem ser usadas. Condimentos são permitidos, mas geralmente não são usados. Os cachorros-quentes podem esfriar um pouco após passarem pela grelha para evitar possíveis queimaduras na boca. O competidor que consome o maior número de cachorros-quentes, incluindo os pães e a salsicha em dez minutos é declarado vencedor. A duração do concurso mudou ao longo dos anos, anteriormente era de 12 minutos e, em alguns anos, apenas três minutos e meio; desde 2008 são 10 minutos.
Os espectadores assistem e animam os comedores de perto. Uma pessoa designada é colocada atrás de cada competidor, mostrando um quadro numérico (em 2020, mudou para um quadro digital) contando cada cachorro-quente consumido. Os cachorros-quentes comidos parcialmente contam e a granularidade da medição é de oitavos de comprimento. Os cachorros-quentes ainda na boca no final do tempo contam se forem ingeridos posteriormente. Cartões amarelos e vermelhos podem ser aplicados, podendo resultar na desqualificação do competidor. Se houver um empate, os competidores fazem uma disputa extra com 5 cachorros-quentes para ver quem os come mais rapidamente.
Depois que o vencedor é declarado, um prato mostrando o número de cachorros-quentes comidos pelo vencedor é trazido para oportunidades fotográficas.

## Prêmios
O vencedor da competição masculina recebe o cobiçado cinturão internacional amarelo-mostarda chamado de bejeweled. O cinto é de "idade e valor desconhecidos", de acordo com o co-fundador da IFOCE, George Shea, e fica no país de seu proprietário. Em 2011, Sonya Thomas venceu a competição inaugural feminina e seu cinto era rosa e "decorado com joias".
Vários outros prêmios foram concedidos ao longo dos anos. Por exemplo, em 2004, a Orbitz doou um pacote de viagem ao vencedor. A partir de 2007, foram concedidos prêmios em dinheiro aos finalistas.

## História

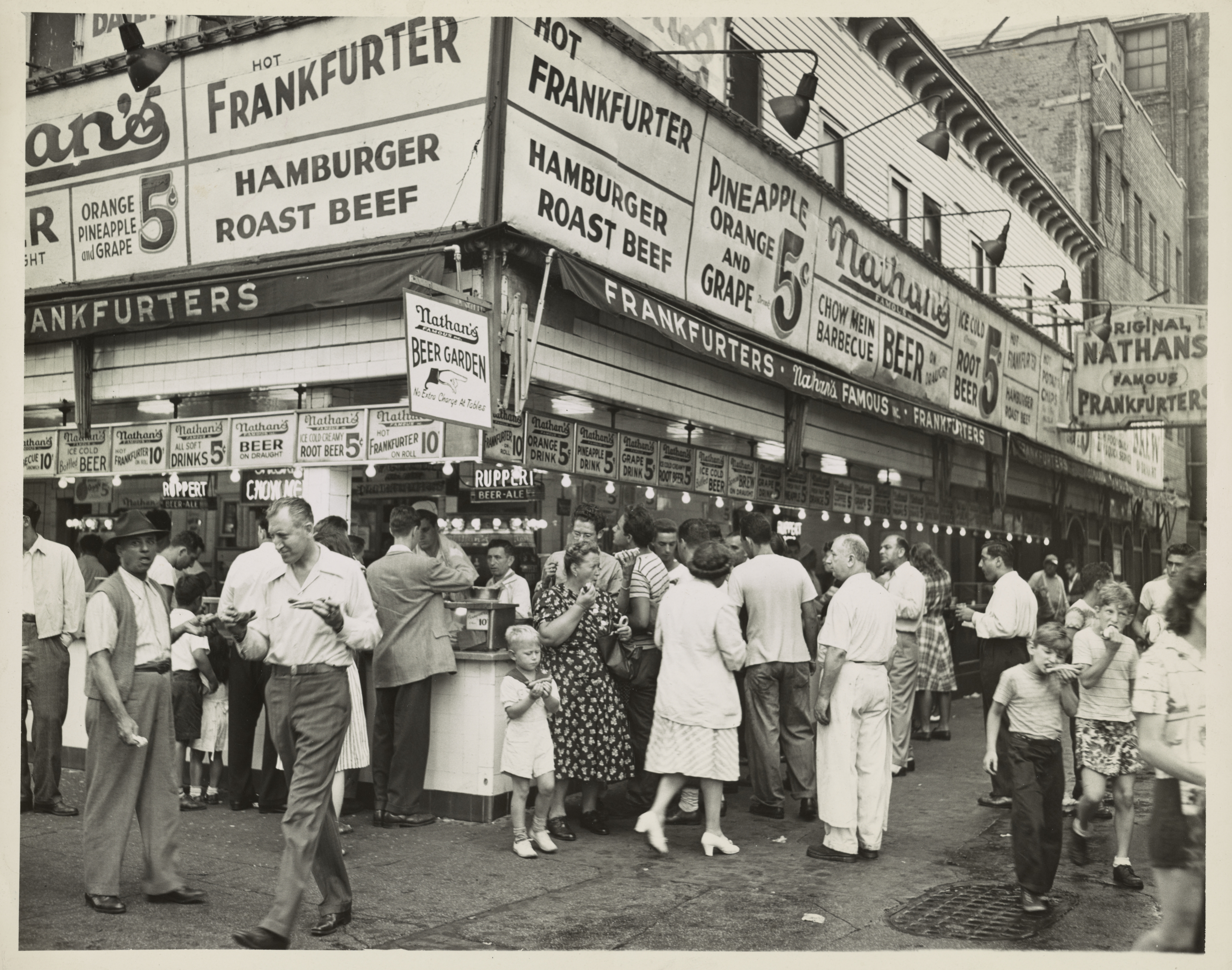
Movimentação em frente ao Nathan em 1947.

O Nathan's Hot Dog Eating Contest é realizado no local original em Coney Island na maioria dos anos desde 1972, geralmente em conjunto com o Dia da Independência. O promotor do Nathan, Mortimer Matz, diz que em 4 de julho de 1916, quatro imigrantes realizaram um concurso de comer cachorro-quente no restaurante de Nathan's Famous em Coney Island para resolver uma discussão sobre quem era o mais patriótico. Ele também fez a alegação espúria de que o concurso é realizado todos os anos desde então, exceto em 1941 ("como um protesto à guerra na Europa") e 1971 (como um protesto à agitação política nos EUA). Dizem que um homem chamado Jim Mullen venceu o primeiro concurso, embora as informações variem. Um relato descreve Jimmy Durante (que não era imigrante) como competindo no concurso inaugural para todos os imigrantes. Outros relatos descrevem o evento como começando em 1917, onde o pai de Mae West, Jack, teria enfrentado o artista Eddie Cantor. 
Em 2010, no entanto, o promotor Mortimer Matz admitiu ter inventado a lenda da data de início de 1916 com um homem chamado Max Rosey no início dos anos 70, como parte de um golpe publicitário. A lenda cresceu ao longo dos anos, a ponto de o New York Times e outras publicações listarem repetidamente 1916 como o ano inaugural, embora não exista evidência da disputa nesse ano. Como Coney Island é freqüentemente associada a atividades recreativas no verão, vários concursos foram realizados em outros feriados associados além do Dia da Independência; Os concursos do Memorial Day, por exemplo, foram agendados para 1972, 1975 e 1978, e um segundo evento de 1972 foi realizado no Dia do Trabalho.
No final dos anos 90 e início dos anos 2000, a competição foi dominada por competidores japoneses, principalmente Takeru Kobayashi, que venceu seis competições consecutivas entre 2001 e 2006. Em 2001, Kobayashi transformou a competição e o mundo da alimentação competitiva consumindo 50 cachorros-quentes e quebrando o recorde anterior de 25,5. O comedor japonês introduziu técnicas avançadas de alimentação e treinamento que quebraram recordes mundiais competitivos anteriores. O aumento da popularidade do evento coincidiu com o aumento da popularidade do circuito mundial de alimentação competitiva.

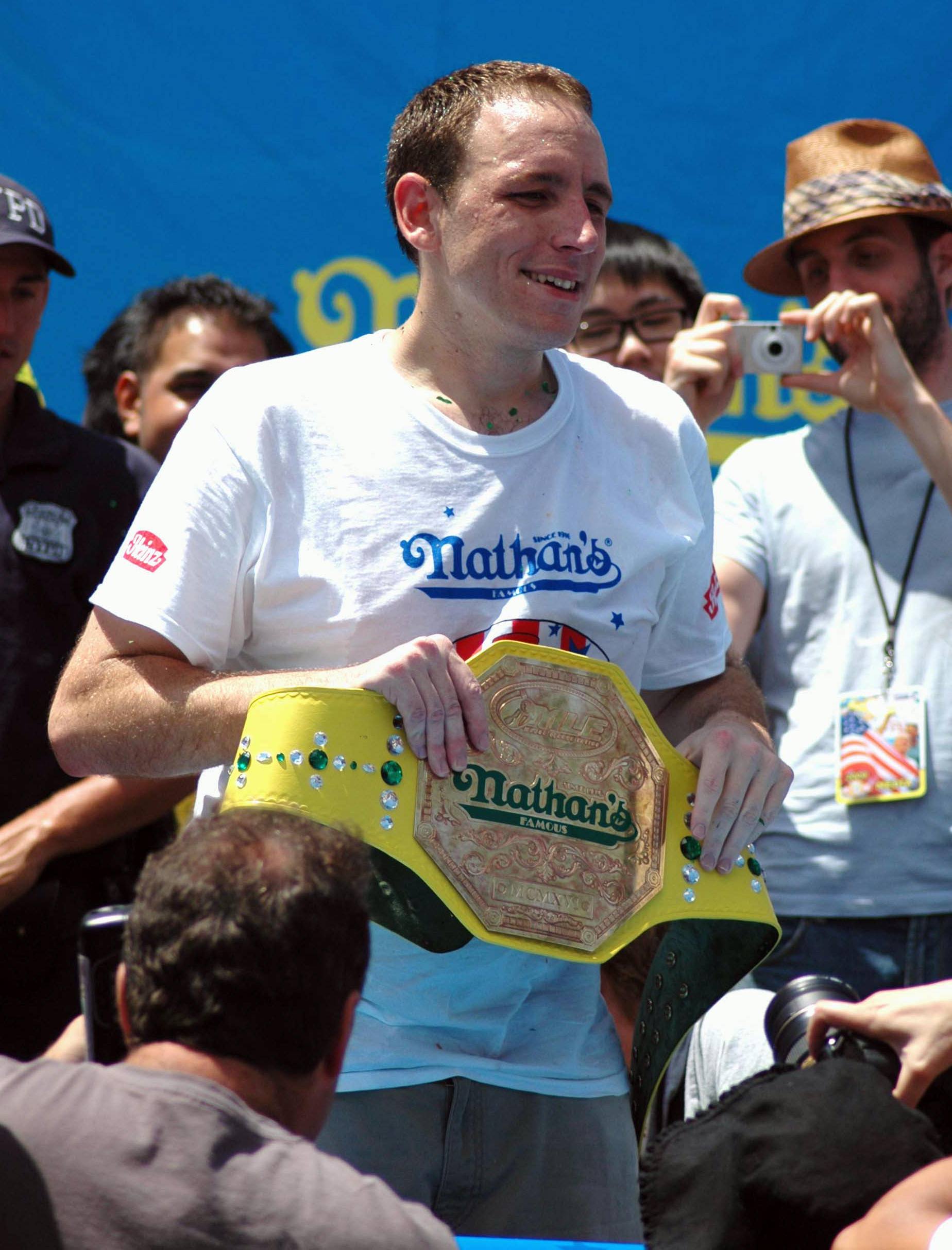
Joey Chestnut em 2009.

Em 4 de julho de 2011, Sonya Thomas tornou-se a campeã do primeiro concurso de comer cachorro-quente do Nathan para mulheres. Anteriormente, homens e mulheres competiam juntos, exceto por uma competição feminina do Memorial Day realizada em 1975. Com 40 cachorros-quentes em 10 minutos, Thomas ganhou o cinturão-de-rosa patrocinado pela Pepto-Bismol, além de um prêmio de U$ 10.000.
Nos últimos anos, uma quantidade considerável de pompa e circunstâncias cercaram os dias que antecederam o evento, que se tornou um espetáculo anual de entretenimento competitivo. O evento é apresentado em um palco extravagante, completo com locutores coloridos ao vivo e uma atmosfera geral de festa. O dia antes do concurso tem uma pesagem pública com o prefeito da cidade de Nova York. Alguns concorrentes usam roupas extravagantes e/ou maquiagem. Na manhã do evento, eles têm uma chegada anunciada a Coney Island no "ônibus dos campeões" e são chamados ao palco individualmente durante as apresentações. Em 2013, o então tricampeão Joey Chestnut foi levado ao palco em uma liteira.
A competição atrai muitos espectadores e uma cobertura mundial da imprensa. Em 2007, estima-se que 50.000 pessoas assistiram ao evento. Em 2004, um "Muro da fama para comedores de cachorro-quente" de três andares foi erguido no local do concurso anual. O mural lista os vencedores anteriores e possui um relógio digital que conta os minutos até o evento do ano seguinte. Apesar dos danos substanciais sofridos no Nathan devido ao furacão Sandy em outubro de 2012, o local foi reparado, reaberto e o evento de 2013 foi realizado conforme programado.
A ESPN tem desfrutado de avaliações contínuas de sua transmissão do Eating Contest no Dia da Independência, e em 1 de julho de 2014, a rede anunciou que tinha estendido seu contrato com a Major League Eating para uma transmissão até 2024. O evento continua sendo reconhecido por seu poder como ferramenta de marketing.
Em 2020, devido à pandemia de COVID-19, o concurso foi realizado sem espectadores em uma arena coberta e com apenas cinco comedores em cada categoria, ao invés dos 15 habituais. No ano seguinte as restrições da pandemia levaram a uma nova mudança de local que ocorreu em um estádio de beisebol da liga secundária, Maimonides Park, que fica próximo ao local original e teve a presença de 5.000 espectadores.

### Ocorrências

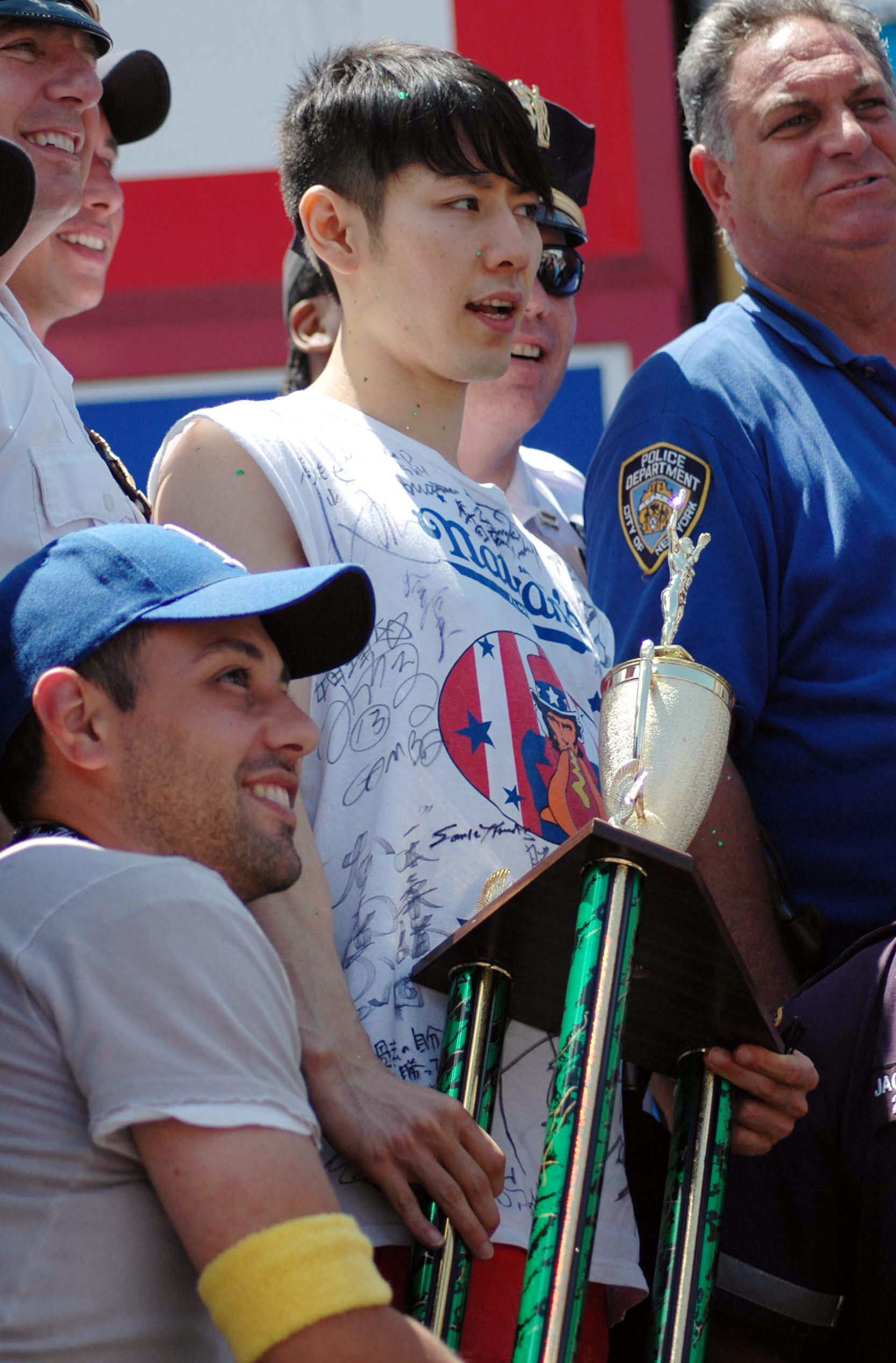
Takeru Kobayashi em 2009.

Houve ao longo dos anos algumas ocorrências registradas como supostas violações de regras que não são vistas pelos juízes. Por exemplo, o editor de notícias de televisão Phil Ellison revisou imagens gravadas do concurso de 1999 e pensou que Steve Keiner começou a comer antes do início do tempo, mas o juiz Mike DeVito - ele mesmo o campeão dos concursos de 1990, 1993 e 1994 - que estava na frente de Keiner, contestou dizendo que não houve infração. Keiner comeu 21 cachorros-quentes e meio, como mostrado no Wall of Fame, localizado na principal loja de Nathan, na esquina das avenidas Surf e Stillwell, em Coney Island. Essa polêmica foi criada por George Shea, principal publicitário do Nathan's, porque criou muito mais publicidade para o concurso. Shea garantiu a Keiner no final do concurso que ele esclareceria a confusão, mas nunca o fez.
Outra ocorrências ocorreu em 2003, quando o ex-jogador da NFL William "The Refrigerator" Perry competiu como um competidor de celebridades. Embora tivesse vencido uma eliminatória comendo doze cachorros-quentes, ele comeu apenas quatro no concurso, parando depois de apenas cinco minutos.
No concurso de 2007, os resultados foram adiados para verificar se o atual campeão Takeru Kobayashi havia vomitado (também conhecido como "incidente no método romano" ou "reversão da fortuna") nos segundos finais do tempo regulamentar. Tal incidente resultou na desqualificação do competidor de acordo com as regras da IFOCE. Os juízes decidiram a favor de Kobayashi. Um incidente semelhante ocorreu com Kobayashi em 2002 na vitória sobre Eric "Badlands" Booker.
Takeru Kobayashi não compete no concurso desde 2009 devido à sua recusa em assinar um contrato exclusivo com a Major League Eating, que é o atual órgão sancionador da disputa. Em 2010, ele foi preso pela polícia depois de tentar pular no palco quando o concurso terminou e interromper o processo. Algumas testemunhas relataram que Kobayashi estava tentando parabenizar o vencedor, Joey Chestnut. Em 5 de agosto de 2010, todas as acusações contra Kobayashi foram negadas por um juiz no Brooklyn. Apesar das seis vitórias consecutivas em seu evento anual, o Nathan removeu a imagem de Kobayashi de seu "Muro da fama" em 2011. Kobayashi novamente se recusou a competir em 2011, mas realizou sua própria disputa de comer cachorro-quente, consumindo 69, sete a mais que Joey Chestnut no concurso do Nathan naquele ano.
Em junho de 2024 os organizadores do concurso anunciaram que Joey Chestnut estava impedido de participar da competição deste ano. O motivo para o banimento de Chestnut foi o fato do competidor ter assinado um contrato com a empresa de alimentos vegetarianos Impossible Foods, uma rival do Nathan's Famous, como está previsto nas regras da disputa.

## Resultados
| Ano  | Tempo                        | Masculino                       | Masculino                       | Quantidade                   | Feminino                     | Feminino                     | Quantidade                   | Data realizada               | Notas                        | Ref.                         |
| ---- | ---------------------------- | ------------------------------- | ------------------------------- | ---------------------------- | ---------------------------- | ---------------------------- | ---------------------------- | ---------------------------- | ---------------------------- | ---------------------------- |
| 2025 | 10 min                       |                                 | Joey Chestnut                   | 70,5                         |                              | Miki Sudo                    | 33                           | Dia da Independência         |                              | [ 17 ]                       |
| 2024 | 10 min                       | Patrick Bertoletti              | 58                              | Miki Sudo                    | 51                           | [ nota 1 ]                   | [ 1 ]                        | Dia da Independência         |                              |                              |
| 2023 | 10 min                       | Joey Chestnut                   | 62                              | Miki Sudo                    | 39½                          | [ nota 2 ]                   | [ 18 ]                       | Dia da Independência         |                              |                              |
| 2022 | 10 min                       | Joey Chestnut                   | 63                              | Miki Sudo                    | 40                           | [ nota 3 ]                   | [ 19 ]                       | Dia da Independência         |                              |                              |
| 2021 | 10 min                       | Joey Chestnut                   | 76                              | Michelle Lesco               | 30,75                        | [ nota 4 ]                   | [ 20 ]                       | Dia da Independência         |                              |                              |
| 2020 | 10 min                       | Joey Chestnut                   | 75                              | Miki Sudo                    | 48,5                         | [ nota 5 ]                   | [ 21 ]                       | Dia da Independência         |                              |                              |
| 2019 | 10 min                       | Joey Chestnut                   | 71                              | Miki Sudo                    | 31                           |                              | [ 22 ]                       | Dia da Independência         |                              |                              |
| 2018 | 10 min                       | Joey Chestnut                   | 74                              | Miki Sudo                    | 37                           | [ nota 6 ]                   | [ 23 ]                       | Dia da Independência         |                              |                              |
| 2017 | 10 min                       | Joey Chestnut                   | 72                              | Miki Sudo                    | 41                           | [ nota 7 ]                   | [ 24 ]                       | Dia da Independência         |                              |                              |
| 2016 | 10 min                       | Joey Chestnut                   | 70                              | Miki Sudo                    | 38,5                         | [ nota 8 ]                   | [ 25 ]                       | Dia da Independência         |                              |                              |
| 2015 | 10 min                       | Matt Stonie                     | 62                              | Miki Sudo                    | 38                           | [ nota 9 ]                   | [ 26 ]                       | Dia da Independência         |                              |                              |
| 2014 | 10 min                       | Joey Chestnut                   | 61                              | Miki Sudo                    | 34                           | [ nota 10 ]                  | [ 27 ]                       | Dia da Independência         |                              |                              |
| 2013 | 10 min                       | Joey Chestnut                   | 69                              | Sonya Thomas                 | 36,75                        |                              | [ 28 ]                       | Dia da Independência         |                              |                              |
| 2012 | 10 min                       | Joey Chestnut                   | 68                              | Sonya Thomas                 | 45                           | [ nota 11 ]                  | [ 22 ]                       | Dia da Independência         |                              |                              |
| 2011 | 10 min                       | Joey Chestnut                   | 62                              | Sonya Thomas                 | 40                           | [ nota 12 ]                  | [ 22 ]                       | Dia da Independência         |                              |                              |
| 2010 | 10 min                       | Joey Chestnut                   | 54                              | Não realizado                | Não realizado                | Não realizado                |                              | Dia da Independência         | [ 22 ]                       |                              |
| 2009 | 10 min                       | Joey Chestnut                   | 68                              | Não realizado                | Não realizado                | Não realizado                | [ nota 13 ]                  | Dia da Independência         | [ 22 ]                       |                              |
| 2008 | 10 min                       | Joey Chestnut                   | 59 + 5                          | Não realizado                | Não realizado                | Não realizado                | [ nota 14 ]                  | Dia da Independência         | [ 22 ]                       |                              |
| 2007 | 12 min                       | Joey Chestnut                   | 66                              | Não realizado                | Não realizado                | Não realizado                | [ nota 15 ]                  | Dia da Independência         | [ 22 ]                       |                              |
| 2006 | 12 min                       | Takeru Kobayashi                | 53,75                           | Não realizado                | Não realizado                | Não realizado                | [ nota 16 ]                  | Dia da Independência         | [ 22 ]                       |                              |
| 2005 | 12 min                       | Takeru Kobayashi                | 49                              | Não realizado                | Não realizado                | Não realizado                | [ nota 17 ]                  | Dia da Independência         | [ 22 ]                       |                              |
| 2004 | 12 min                       | Takeru Kobayashi                | 53,5                            | Não realizado                | Não realizado                | Não realizado                | [ nota 18 ]                  | Dia da Independência         | [ 22 ]                       |                              |
| 2003 | 12 min                       | Takeru Kobayashi                | 44,5                            | Não realizado                | Não realizado                | Não realizado                |                              | Dia da Independência         | [ 29 ]                       |                              |
| 2002 | 12 min                       | Takeru Kobayashi                | 50,5                            | Não realizado                | Não realizado                | Não realizado                | [ nota 19 ]                  | Dia da Independência         | [ 22 ]                       |                              |
| 2001 | 12 min                       | Takeru Kobayashi                | 50                              | Não realizado                | Não realizado                | Não realizado                |                              | Dia da Independência         | [ 30 ]                       |                              |
| 2000 | 12 min                       | Kazutoyo Arai                   | 25                              | Não realizado                | Não realizado                | Não realizado                | [ nota 20 ]                  | Dia da Independência         | [ 31 ]                       |                              |
| 1999 | 12 min                       | Steve Keiner                    | 21,5                            | Não realizado                | Não realizado                | Não realizado                | [ nota 21 ]                  | Dia da Independência         | [ 32 ]                       |                              |
| 1998 | 12 min                       | Hirofumi Nakajima               | 19                              | Não realizado                | Não realizado                | Não realizado                |                              | Dia da Independência         | [ 33 ]                       |                              |
| 1997 | 12 min                       | Hirofumi Nakajima               | 24,5                            | Não realizado                | Não realizado                | Não realizado                |                              | Dia da Independência         | [ 34 ]                       |                              |
| 1996 | 12 min                       | Hirofumi Nakajima               | 23,25                           | Não realizado                | Não realizado                | Não realizado                | 4 de Dezembro                | [ nota 22 ]                  | [ 35 ]                       |                              |
| 1996 | 12 min                       | Ed Krachie                      | 22                              | Não realizado                | Não realizado                | Não realizado                | Dia da Independência         | [ nota 22 ]                  | [ 35 ]                       |                              |
| 1995 | 12 min                       | Ed Krachie                      | 19,5                            | Não realizado                | Não realizado                | Não realizado                | Dia da Independência         |                              | [ 36 ]                       |                              |
| 1994 | 12 min                       | Mike DeVito                     | 20                              | Não realizado                | Não realizado                | Não realizado                | Dia da Independência         | [ nota 23 ]                  | [ 36 ]                       |                              |
| 1993 | 30min                        | Mike DeVito                     | 18                              | Não realizado                | Não realizado                | Não realizado                | Data desconhecida            | [ nota 24 ]                  | [ 37 ]                       |                              |
| 1993 | 12min                        | Mike DeVito                     | Mike DeVito                     | Não realizado                | Não realizado                | Não realizado                | 17                           | [ nota 24 ]                  | [ 37 ]                       | Dia da Independência         |
| 1992 | 12min                        | Frankie Dellarosa               | Frankie Dellarosa               | Não realizado                | Não realizado                | Não realizado                | 19                           | [ nota 25 ]                  | [ 22 ]                       | Dia da Independência         |
| 1991 | 12min                        | Frankie Dellarosa               | Frankie Dellarosa               | Não realizado                | Não realizado                | Não realizado                | 21                           |                              | [ 38 ]                       | Dia da Independência         |
| 1990 | 12min                        | Jay Green Mike DeVito           | Jay Green Mike DeVito           | Não realizado                | Não realizado                | Não realizado                | 15                           | [ nota 26 ]                  | [ 39 ]                       | Dia da Independência         |
| 1989 | 12min                        | Jay Green                       | Jay Green                       | Não realizado                | Não realizado                | Não realizado                | 15,5                         |                              | [ 40 ]                       | Dia da Independência         |
| 1988 | 12min                        | Jay Green                       | Jay Green                       | Não realizado                | Não realizado                | Não realizado                | 10                           |                              | [ 41 ]                       | Dia da Independência         |
| 1987 | 10min                        | Don Wolfman                     | Don Wolfman                     | Não realizado                | Não realizado                | Não realizado                | 13,5                         |                              | [ 42 ]                       | Dia da Independência         |
| 1986 | 10min                        | Mark Heller                     | Mark Heller                     | Não realizado                | Não realizado                | Não realizado                | 15,5                         | [ nota 27 ]                  | [ 43 ]                       | Dia da Independência         |
| 1986 | 10min                        |                                 | Hiroaki Tominaga                | Não realizado                | Não realizado                | Não realizado                | 10,5                         | [ nota 27 ]                  | [ 43 ]                       | 11 de fevereiro              |
| 1985 | 12min                        | Oscar Rodriguez                 | Oscar Rodriguez                 | Não realizado                | Não realizado                | Não realizado                | 11,75                        | Dia da Independência         |                              | [ 44 ]                       |
| 1984 | 10min                        | Birgit Felden                   | Birgit Felden                   | Não realizado                | Não realizado                | Não realizado                | 9,5                          | Dia da Independência         | [ nota 28 ]                  | [ 45 ]                       |
| 1983 | 10min                        | Emil Gomez                      | Emil Gomez                      | Não realizado                | Não realizado                | Não realizado                | 10,5                         | Dia da Independência         |                              | [ 46 ]                       |
| 1982 | -                            | Steven Abrams                   | Steven Abrams                   | Não realizado                | Não realizado                | Não realizado                | 11                           | Dia da Independência         | [ nota 29 ]                  | [ 47 ]                       |
| 1981 | -                            | Thomas DeBerry                  | Thomas DeBerry                  | Não realizado                | Não realizado                | Não realizado                | 11                           | Dia da Independência         | [ nota 30 ]                  | [ 48 ]                       |
| 1980 | 10min                        | Joe Baldini Paul Siederman      | Joe Baldini Paul Siederman      | Não realizado                | Não realizado                | Não realizado                | 9,75 + 3,5                   | Dia da Independência         | [ nota 31 ]                  | [ 49 ]                       |
| 1979 | -                            | Jim Mattner                     | Jim Mattner                     | Não realizado                | Não realizado                | Não realizado                | 14                           | Dia da Independência         | [ nota 32 ]                  | [ 49 ]                       |
| 1978 | 6min30s                      | Manel Hollenback Kevin Sinclair | Manel Hollenback Kevin Sinclair | Não realizado                | Não realizado                | Não realizado                | 10                           | Memorial Day                 | [ nota 33 ]                  | [ 50 ]                       |
| 1977 | Sem informações              | Sem informações                 | Sem informações                 | Sem informações              | Sem informações              | Sem informações              | Sem informações              | Sem informações              | Sem informações              | Sem informações              |
| 1976 | Sem informações              | Sem informações                 | Sem informações                 | Sem informações              | Sem informações              | Sem informações              | Sem informações              | Sem informações              | Sem informações              | Sem informações              |
| 1975 | 3min30s                      | Lonnie Brown                    | Lonnie Brown                    | 8                            | Sharlene Smith               | Sharlene Smith               | 8,5                          | Memorial Day                 | [ nota 34 ]                  | [ 51 ]                       |
| 1974 | 3min30s                      | Roberto Muriel                  | Roberto Muriel                  | 14                           | Não realizado                | Não realizado                | Não realizado                | Dia da Independência         | [ nota 35 ]                  | [ 52 ]                       |
| 1973 | Cancelado ou Sem informações | Cancelado ou Sem informações    | Cancelado ou Sem informações    | Cancelado ou Sem informações | Cancelado ou Sem informações | Cancelado ou Sem informações | Cancelado ou Sem informações | Cancelado ou Sem informações | Cancelado ou Sem informações | Cancelado ou Sem informações |
| 1972 | 5min                         | Melody Andorfer                 | Melody Andorfer                 | 12                           | Não realizado                | Não realizado                | Não realizado                | Dia do Trabalho              | [ nota 36 ]                  | [ 7 ]                        |
| 1972 | 3min30s                      | Jason Schechter                 | Jason Schechter                 | 14                           | Não realizado                | Não realizado                | Não realizado                | Memorial Day                 | [ nota 36 ]                  | [ 7 ]                        |
| 1971 | Sem informações              | Sem informações                 | Sem informações                 | Sem informações              | Sem informações              | Sem informações              | Sem informações              | Sem informações              | Sem informações              | Sem informações              |
| 1970 | Sem informações              | Sem informações                 | Sem informações                 | Sem informações              | Sem informações              | Sem informações              | Sem informações              | Sem informações              | Sem informações              | Sem informações              |
| 1969 | Sem informações              | Sem informações                 | Sem informações                 | Sem informações              | Sem informações              | Sem informações              | Sem informações              | Sem informações              | Sem informações              | Sem informações              |
| 1968 | -                            | Walter Paul                     | Walter Paul                     | 17                           | Não realizado                | Não realizado                | Não realizado                | -                            | [ nota 37 ]                  | [ 40 ]                       |
| 1967 | -                            | Walter Paul                     | Walter Paul                     | 127                          | Não realizado                | Não realizado                | Não realizado                | 30 de Junho                  | [ nota 38 ]                  | [ 53 ]                       |
| 1959 | -                            | Walter Paul                     | Walter Paul                     | 17                           | Não realizado                | Não realizado                | Não realizado                | -                            | [ nota 39 ]                  | [ 46 ]                       |
| 1957 | -                            | Paul Washburn                   | Paul Washburn                   | 17,5                         | Não realizado                | Não realizado                | Não realizado                | -                            |                              | [ 39 ]                       |

recorde da prova (M e F) Ganhou o cinturão de mostarda Ganhou o cinturão rosa

### Maiores vencedores
| Vitórias | Nome              | Ano(s)                     |
| -------- | ----------------- | -------------------------- |
| 17       | Joey Chestnut     | 2007–2014, 2016–2023, 2025 |
| 6        | Takeru Kobayashi  | 2001–2006                  |
| 3        | Jay Green         | 1988–1990a                 |
| 3        | Mike DeVito       | 1990a, 1993–1994           |
| 2        | Hirofumi Nakajima | 1997–1998                  |
| 2        | Ed Krachie        | 1995–1996                  |
| 2        | Frankie Dellarosa | 1991–1992                  |

| Vitórias | Nome           | Ano(s)               |
| -------- | -------------- | -------------------- |
| 11       | Miki Sudo      | 2014–2020, 2022-2025 |
| 3        | Sonya Thomas   | 2011–2013            |
| 1        | Michelle Lesco | 2021                 |
| 1        | Sharlene Smith | 1975                 |

## Táticas e métodos
Cada competidor tem seu próprio método de comer. Takeru Kobayashi foi pioneiro no "Método Salomão" em sua primeira competição em 2001. O método Salomão consiste em cortar cada salsicha ao meio, comer as duas metades de uma só vez e depois comer o pão.
"Dunking" é o método mais importante usado atualmente. Como os pães absorvem a água, muitos competidores mergulham os pães na água e os espremem para facilitar a deglutição e deslizam pela garganta com mais eficiência.
Outros métodos usados incluem o "Carlene Pop", onde o competidor pula para cima e para baixo enquanto come, para forçar a comida até o estômago. "Buns & Roses" é um truque semelhante, mas o comedor balança de um lado para o outro. "Juliet-ing" é um método de trapaça no qual os jogadores simplesmente jogam o pão quente sobre os ombros.

## Cobertura da mídia
Em 2003, a ESPN exibiu o concurso pela primeira vez em uma transmissão gravada. A partir de 2004, a ESPN começou a exibir o evento ao vivo. De 2005 a 2017, Paul Page foi o comentarista esportivo da ESPN, acompanhado por Richard Shea. Em 2011, a competição feminina foi transmitida ao vivo na ESPN3, seguida pela competição masculina na ESPN. Em 2012, a ESPN assinou uma renovação de contrato para realizar o evento até 2017. Em 2014, a ESPN assinou um acordo para transmitir a competição em suas redes por mais 10 anos até 2024.